# Клівлендський квартет
Клівлендський квартет (англ. Cleveland Quartet) — американський струнний квартет.
Був заснований у 1969 році і проіснував до 1995 року. Дав понад 2 500 концертів в усьому світі. Багато співпрацював із провідними сучасними композиторами: тільки в 1995 році квартетом були зроблені прем'єрні виконання творів Освальдо Голіхова і Джона Корільяно. 1995 року учасники квартету вирішили розпустити його, щоб мати можливість більше часу приділяти викладацькій діяльності. Кошти квартету лягли в основу Премії Клівлендского квартету, яку присуджують найкращим струнним квартетам США.